# Trinitarismo en los Padres de la Iglesia

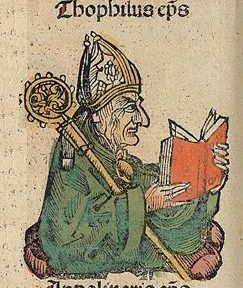
Teófilo de Antioquía es el primer padre de la Iglesia documentado que utilizó la palabra "Trinidad" para referirse a Dios.

Existe debate sobre si los primeros Padres de la Iglesia de la historia del cristianismo creían en la doctrina de la Santísima Trinidad —la doctrina cristiana de que Dios Padre, Dios Hijo (Jesucristo) y Dios Espíritu Santo son tres personas distintas que comparten una homousios (esencia)—.
Algunas de las pruebas utilizadas para apoyar una creencia temprana en la Trinidad son declaraciones triádicas (que se refieren al Padre, Hijo y Espíritu Santo) del Nuevo Testamento y de los Padres de la Iglesia. La opinión de que el Hijo era "de la sustancia del Padre, Dios de Dios […] muy Dios de muy Dios" fue ratificada formalmente en el Primer Concilio de Nicea en 325 d. C. El Espíritu Santo fue incluido en el Primer Concilio de Constantinopla (381 d. C.), donde se ratificó formalmente la relación entre el Padre, el Hijo y el Espíritu Santo como una sustancia (ousia) y tres personas iguales (hipóstasis).

## Introducción
Algunos trinitarios afirman que la doctrina de la Trinidad fue revelada durante la época en que se escribió el Nuevo Testamento;otros afirman que fue revelada en el período patrístico (c. 100-451/787 d. C.). El antitrinitarismo, por otra parte, generalmente afirma que la doctrina tradicional de la Trinidad no existió hasta siglos después del final del período del Nuevo Testamento. Algunos trinitarios están de acuerdo con esto, y ven un desarrollo a lo largo del tiempo hacia una verdadera comprensión de la Trinidad. Los trinitarios a veces se refieren a la creencia cristiana sobre Dios antes de las afirmaciones tradicionales sobre la Trinidad como un poco sofisticada, 'ingenua', o 'trinitarismo incipiente', y que los primeros cristianos eran 'proto-trinitarios, parcialmente trinitarios'. El Unitarismo y algunos trinitarios afirman que esto significa que aquellos primeros cristianos no eran realmente trinitarios.
Expresiones que vinculan el nombre de Padre, Hijo y Espíritu Santo ocurrieron muy temprano en la Historia de la Iglesia católica. A veces se toman como expresiones sobre la Santísima Trinidad.[cita requerida] Otras veces, se refieren a ellas de forma más general como 'triádicas'. Algunos[¿quién?] afirman que "estos pasajes no pueden tomarse inmediatamente como prueba de la creencia en la unidad co-sustancial de Dios; los nombres pueden estar unidos por cualquier número de razones (por ejemplo, unidad en el saludo, unidad de propósito, etc.) por lo que incluso el uso de una fórmula triple no puede ser concluyente".
Dos ejemplos aparecen en el Nuevo Testamento: 2 Corintios 13:13 y Mateo 28:19. El contexto de 2 Corintios 13:14 (versículo 13 en la Vulgata y la NRSV), que es el cierre de una carta, sugiere la conjunción de la iglesia del Padre, Hijo y Espíritu Santo puede haberse originado como una fórmula doxológica; mientras que el contexto de Mateo 28: 19, la Gran Comisión, muestra que la conjunción verbal del Padre, el Hijo y el Espíritu Santo se utilizó desde el principio como fórmula bautismal. Los unitarios sostienen que "el Padre, el Hijo y el Espíritu Santo se mencionan juntos [en el Nuevo Testamento] en el mismo contexto, pero no de ninguna manera que sugiera que son personas distintas que juntas comprenden la totalidad de Dios"; una "tríada literaria no equivale a una triunidad ontológica".
Este patrón triádico es aún más marcado en los atisbos disponibles de la liturgia de la Iglesia primitiva y de la práctica catequética cotidiana de la catequesis. Aun así, algunos[¿quién?] han dicho que las "indicaciones de los escritores apostólicos y subapostólicos son que [sus] fórmulas triádicas […] no tienen el mismo significado que las fórmulas triádicas post-nicenas". La obra extensa más antigua en la que se utiliza la palabra "Trinidad" propiamente dicha (en griego Trias, triados) es A Autólico, del siglo II, de Teófilo de Antioquía. Allí se usa para referirse a Dios, su palabra y su sabiduría. La opinión de que el Hijo era "de la esencia del Padre, Dios de Dios […] muy Dios de muy Dios" fue ratificada formalmente en el Primer Concilio de Nicea en 325 d. C.. El Espíritu Santo fue incluido en el Primer Concilio de Constantinopla (381 d. C.), donde se ratificó formalmente la relación entre el Padre, el Hijo y el Espíritu Santo como una sustancia (ousia) y tres personas iguales (Hipóstasis).

## SigloI
Se cree que la Didajé utiliza el Evangelio de Mateo (aunque una minoría de estudiosos sostiene que son independientes entre sí o que es Mateo quien utiliza la Didajé) y ningún otro Evangelio conocido, por lo que debió escribirse antes de que el canon de los cuatro Evangelios se generalizara en las iglesias, es decir, antes de la segunda mitad del siglo II, cuando Taciano produjo el Diatessaron. Dada su dependencia literaria del Evangelio de Mateo, no es sorprendente que la Didajé siga al Evangelio de Mateo en la designación de una fórmula triádica como fórmula bautismal:

Después de las instrucciones precedentes, bautizad en el nombre del Padre, y del Hijo, y del Espíritu Santo, en agua [corriente] viva […]. Si no tenéis ninguno de los dos, echad agua tres veces sobre la cabeza, en el nombre del Padre, y del Hijo, y del Espíritu Santo.
Didache 7:1

Estudiosos como Clayton N. Jefford han señalado que a Jesús "nunca se le da específicamente una designación de divinidad dentro del texto. Se le llama simplemente "siervo, niño" (παῖς) en las oraciones y se le menciona como "el Señor" (ὁ κύριος) en otros lugares". Jefford argumenta que esto pudo haber sido por razones de sensibilidad cultural. Específicamente hacia los judíos, ya que sus creencias sobre la deidad (que se encuentran en la Torah en Deuteronomio 6:4) se oponen a la creencia en un Dios trino. Esto permite una lectura de la Didajé que armoniza plenamente con la perspectiva judía sobre Dios. Esto permite que el lector no se sienta ofendido y, por tanto, el texto puede leerse correctamente sin invocar a un Dios trino.
Algunos estudiosos, sin embargo, discrepan de la conclusión de Jefford sobre la sensibilidad cultural. Argumentan que era imposible ejercer tal cautela, ya que creen que la doctrina de la trinidad aún no se había desarrollado. Por ejemplo, la Enciclopedia Británica dice de la trinidad "La doctrina se desarrolló gradualmente a lo largo de varios siglos". Esta posición significaría que era imposible que la conclusión de Jefford sobre la sensibilidad cultural fuera correcta, ya que estos estudiosos dicen que No fue hasta más tarde en el siglo IV que la distinción de los tres y su unidad se unieron en una sola doctrina ortodoxa de una esencia y tres personas. Sin embargo, otros estudiosos no están de acuerdo con esta conclusión y sostienen que la fórmula y la enseñanza proto-trinitarias pueden encontrarse allí.

## SigloII

### Principios delsigloII: Ignacio de Antioquía
Ignacio, segundo obispo de Antioquía, que fue martirizado en Roma hacia el año 110 d. C., escribió una serie de cartas a las iglesias de Asia Menor cuando iba camino de ser ejecutado en Roma. La conjunción de Padre, Hijo y Espíritu Santo aparece en su carta a la iglesia de Magnesia:

Estudiad, pues, para estar firmes en las doctrinas del Señor y de los apóstoles, para que así todas las cosas que hagáis prosperen tanto en la carne como en el espíritu; en la fe y en el amor; en el Hijo, y en el Padre, y en el Espíritu; en el principio y en el fin; con vuestro admirable obispo, y la corona espiritual bien compactada de vuestro presbiterio, y los diáconos que son según Dios. Estad sujetos al obispo, y los unos a los otros, como Jesucristo al Padre, según la carne, y los apóstoles a Cristo, y al Padre, y al Espíritu; para que haya unión carnal y espiritual.
Epístola a los Magnesios, Capítulo 13 [SR]

Los unitarios[¿quién?] argumentan que Ignacio no está indicando que el Padre, el Hijo y el Espíritu "son una sustancia más de lo que está diciendo que la carne y el espíritu son una sustancia".

### circa 124: Arístides de Atenas
En el año 124 el filósofo Arístides de Atenas compuso una carta al emperador con el objetivo de mostrar lo que él consideraba errores en las prácticas religiosas tradicionales, y contrastarlos con el cristianismo. Durante su explicación acerca de qué es el Cristianismo, Arístides menciona que el Hijo de Dios es anterior al mundo («cuando al Hijo de Dios le plugo venir a la tierra, después de insultarle, le entregaron a Poncio Pilato») y usa una fórmula de tres personas para referirse a la divinidad: «los cristianos han hallado la verdad, pues conocen al Dios creador y artífice del universo en su Hijo Unigénito y en el Espíritu Santo, y no adoran a otro Dios fuera de este». Al mismo tiempo que afirma que la divinidad tiene que ser una sola naturaleza («si los dioses se han perseguido unos a otros ... ya no hay una sola naturaleza ... de modo que ninguno de ellos es Dios»).

### circa 155: Policarpo de Esmirna
Policarpo fue martirizado en Esmirna (donde también era obispo) en el año 155. Se dice por Ireneo de Lyon que fue alumno del Apóstol Juan. En su última oración antes de su martirio, "alaba, glorifica y bendice" al Padre, al Hijo y al Espíritu Santo:

Por esto, sí y por todo, te alabo, te bendigo, te glorifico, por el eterno y celestial Sumo Sacerdote, Jesucristo, tu Hijo amado, por quien con Él y el Espíritu Santo sea la gloria ahora [y siempre] y por los siglos venideros. Amén.
Martirio de Policarpo 14:3

### circa 160: Justino Mártir
Durante la década de 160 escribe en Roma Justino Mártir: en sus obras se repiten afirmaciones acerca de la divinidad y preexistencia del Logos, y la existencia del Espíritu Santo como persona divina. Con respecto al Logos o Palabra divina, considera que es el mismo Dios, engendrado del Padre:
A diferencia del Dios Padre no engendrado, Justino entiende al Logos como engendrado:

La Palabra … por ser ella ese mismo Dios engendrado del Padre del universo.
Diálogo con Trifón LXI

Los paganos acusaban a los cristianos de ser ateos porque no adoraban a los dioses tradicionales, en ese contexto Justino reconoce que no adoran a los demás dioses, pero sí a las personas de la Trinidad:

[Nos llaman] ateos; y, si de esos supuestos dioses se trata, confesamos ser ateos; pero no respecto del Dios verdaderísimo … A Él y al Hijo, que de Él vino … y al Espíritu Profético, les damos culto y adoramos, honrándolos con razón y verdad.
Primera Apología VI

También en un pasaje acerca de la persona que va a ser bautizada, Justino comenta: «se arrepiente de sus pecados en nombre de Dios, Padre y Soberano del universo (…) y también en el nombre de Jesucristo, que fue crucificado bajo Poncio Pilato, y en el nombre del Espíritu Santo, que por los profetas nos anunció de ante mano todo lo referente a Jesús.»

### 177: Atenágoras de Atenas
En el año 177, o 178, el filósofo cristiano Atenágoras de Atenas compuso otra exposición de la doctrina cristiana destinada al emperador Marco Aurelio y a su hijo Cómodo. En ella también trata la naturaleza de la divinidad como unión de una naturaleza pero distinción de personas: «admiten a un Dios Padre y a un Dios Hijo y a un Espíritu Santo que muestran su potencia en la unidad y su distinción en el orden. También agrega que para los cristianos la unión de esas personas es objeto de estudio « nos dirigimos por el deseo de conocer al Dios verdadero (...) cuál sea la comunicación del Padre con el Hijo, qué cosa sea el Espíritu, cuál sea la unión de tan grandes realidades y cuál la distinción de los así unidos, del Espíritu, del Hijo y del Padre».

### 169-181: Teófilo de Antioquía
Ad Autolycum de Teófilo de Antioquía es la obra más antigua que se conserva en la que se utiliza la palabra "Trinidad" para referirse a Dios, su Palabra y su Sabiduría. El contexto es una discusión de los tres primeros días de la creación en Génesis 1-3:

...los tres días anteriores a la creación de las luminarias son tipos de la Trinidad, Dios, su Palabra y su Sabiduría.
A Autólico 2:15

Se mantiene por algunos[¿quién?] que "Teófilo no utiliza τρίας para significar 'tres-en-uno', sino que simplemente lo utiliza para indicar que había tres cosas antes que el hombre, Dios y su Palabra y su Sabiduría"; que él, como otros autores de los siglos II y III, se refería a "una "trinidad", tríada o trío, pero no a un Dios trino o tripersonal".
En contraste con la teología trinitaria, Teófilo de Antioquía no veía al Hijo como una persona eternamente autoexistente. Teófilo escribió que Dios "lo engendró, emitiéndolo junto con su propia sabiduría antes de todas las cosas." En lugar de hablar del Verbo como Creador, Teófilo habla del Verbo como ayudante en las cosas que fueron creadas por Él, asignando así el papel de Creador sólo a Dios, mientras que asigna la posición menor de "ayudante" al Hijo "engendrado". Muchos eruditos[¿quién?] creen que este punto de vista es inconsistente con la creencia de Teófilo en una trinidad. Por ejemplo, Norman Geisler comenta: "No hay excepciones; Cristo es el Creador de todas las cosas incluyendo ángeles y todo lo visible o invisible. Puesto que Cristo no podría ser a la vez el Creador de todo y al mismo tiempo una criatura Él mismo, es necesario concluir que Él mismo es el Creador increado de toda la creación". Es de destacar que Teófilo especificó que solamente 1 de los 3 mencionados es Dios. Incluso en su cita más famosa "Trinidad, de Dios, y Su Palabra, y Su sabiduría", Teófilo sólo identifica a uno de los tres como Dios. Los otros dos son descritos como partes o aspectos de este Dios ("Su" Palabra y "Su" Sabiduría). Teófilo tampoco describe al Verbo y a la Sabiduría como personas. Él simplemente dice "Dios, entonces, teniendo Su propia Palabra interna dentro de Sus propias entrañas, lo engendró, emitiéndolo junto con Su propia sabiduría antes de todas las cosas"  El punto de vista sostenido por Teófilo tanto de la Palabra (a quien más tarde identificó como el Hijo) y la Sabiduría de Dios, ya que ambos fueron emitidos en algún momento en el tiempo, parecería estar en conflicto con el punto de vista trinitario de que Dios es eterno, increado, igual y autoexistente.

## SigloIII: teología en respuesta al patripasianismo y al sabelianismo
A principios del siglo III, Tertuliano e Hipólito de Roma escribieron Contra Praxeas y Contra Noeto, respectivamente, que a veces se consideran los primeros tratamientos expositivos existentes de la teología trinitaria. Ambos autores utilizan la palabra Trinidad (latín: Trinitas; griego: Trias), pero el término aún no tenía su significado trinitario. Escribieron estas obras para combatir el patripasianismo, la opinión de que el Padre sufrió en la cruz junto con el Hijo. En el siglo III también hubo teologías trinitarias expresadas en escritos contra el monarquianismo, el sabelianismo y el modalismo.[cita requerida]

### 216: Tertuliano
El tratado de Tertuliano contra una hereje Patripasiano llamado Práxeas, que afirmaba que el Padre había sufrido con el Hijo en la cruz, es posiblemente el más antiguo tratado existente con una detallada teología trinitaria explícita. En su Contra Praxeas Tertuliano escribió:

Y al mismo tiempo se salvaguarda el misterio de la 'oikonomia', pues la unidad se distribuye en una Trinidad. Colocados en orden, los tres son el Padre, el Hijo y el Espíritu. Son tres, sin embargo, no en condición, sino en grado; no en ser, sino en forma; no en poder, sino en especie; de un solo ser, sin embargo, y una sola condición y un solo poder, porque es un solo Dios del que se tienen en cuenta grados y formas y clases en el nombre del Padre, y del Hijo, y del Espíritu Santo.''Contra Praxeas 2

Otros,[¿quién?] sin embargo, sostienen que Tertuliano era unitario, afirmando que el uso que Tertuliano hace de la palabra "trinidad" difiere del uso trinitario posterior: "Para Tertuliano, el Dios único no es la Trinidad; más bien, el Dios único es un miembro de la trinidad"; ". ..La trinidad de Tertuliano [no era] un Dios trino, sino más bien una tríada o grupo de tres, con Dios como miembro fundador".

### c. 220: Hipólito de Roma
A principios del siglo III, Hipólito de Roma escribió un tratado Contra Noeto, en respuesta a un cristiano de Esmirna llamado Noeto que había estado promoviendo puntos de vista patripasianos, que Hipólito consideraba heréticos. Noeto y otros patripasianos, como Praxeas, afirmaban que tanto el Padre como el Hijo habían sufrido en la cruz. Al igual que Tertuliano, Hipólito utilizó explícitamente la palabra Trinidad en su tratado contra las opiniones patripasianas:

El Verbo del Padre, por lo tanto, conociendo la economía y la voluntad del Padre, a saber, que el Padre no quiere ser adorado de otra manera que ésta, dio este encargo a los discípulos después de resucitar de entre los muertos: "Id y enseñad a todas las naciones, bautizándolas en el nombre del Padre, y del Hijo, y del Espíritu Santo." (Mt 28:19) Y con ello demostró que quien omitiera alguno de ellos, no glorificaba perfectamente a Dios. Porque es a través de la Trinidad que el Padre es glorificado. Porque el Padre quiso, el Hijo hizo y el Espíritu manifestó.
Contra Noeto

Algunos,[¿quién?] refiriéndose a otras partes de Contra Noeto junto con La refutación de todas las herejías de Hipólito, ven a Hipólito como no trinitario, diciendo que "en su teología, el divino (pero menos divino que Dios) Logos vino a existir desde Dios hace un tiempo finito, para que Dios pudiera crear el cosmos por medio de él. En dos cargos, entonces, esto lo hace no un trinitario - que las "personas" no son ni co-igual ni igualmente divino ".

### c.225: Orígenes
La obra de Orígenes Sobre los primeros principios (en latín De Principiis o en griego Peri Archon) es el tratado teológico cristiano más antiguo que existe.  La teología de Orígenes de la divinidad se desarrolla en este tratado, que revela que por esta época el uso de la palabra Trinidad para referirse al Padre, Hijo y Espíritu Santo es estándar en las iglesias ortodoxas. Sin embargo, se argumenta que la palabra aún no tenía su significado posterior, trinitario.

Pues es la Trinidad la única que excede todo sentido en el que pueda entenderse no sólo lo temporal, sino incluso lo eterno. Son todas las demás cosas, en efecto, las que están fuera de la Trinidad, las que deben medirse por el tiempo y las edades...
Parece justo indagar la razón por la que el que "nace de nuevo por Dios" para la salvación tiene necesidad tanto del Padre como del Hijo y del Espíritu Santo y no obtendrá la salvación al margen de toda la Trinidad, y por qué es imposible llegar a ser partícipe del Padre o del Hijo sin el Espíritu Santo. Al discutir estos puntos será sin duda necesario describir la actividad que es peculiar del Espíritu Santo y la que es peculiar del Padre y del Hijo.

Sin embargo, también se argumenta en contradicción que la palabra Trinidad se utiliza con un significado muy similar a su uso en el siglo IV.

Esto lo señala más claramente el apóstol Pablo, al demostrar que el poder de la Trinidad es uno y el mismo, en las palabras: "Hay diversidad de dones, pero el Espíritu es el mismo; hay diversidad de administraciones, pero el Señor es el mismo; y hay diversidad de operaciones, pero es el mismo Dios quien obra todo en todos. Pero a cada uno le es dada la manifestación del Espíritu para provecho". De lo cual se sigue muy claramente que no hay diferencia en la Trinidad, sino que lo que se llama el don del Espíritu se da a conocer por medio del Hijo, y es operado por Dios Padre.

Algunos[¿quién?] ven a Orígenes como sostenedor de lo que muchos estudiosos denominan un "subordinacionista" Cristología: en Orígenes, "el Hijo y el Espíritu son siempre en algún sentido derivados de, menos que, y subordinados a su fuente, el Dios único, es decir, el Padre":

El Dios y Padre, que mantiene unido el universo, es superior a todo ser que existe, pues imparte a cada uno desde su propia existencia lo que cada uno es; el Hijo, siendo menor que el Padre, es superior sólo a las criaturas racionales (pues es segundo del Padre); el Espíritu Santo es aún menor, y habita sólo en el interior de los santos. De modo que así el poder del Padre es mayor que el del Hijo y que el del Espíritu Santo, y el del Hijo es mayor que el del Espíritu Santo...
Origenes, Primero, 33-4 [I.3]

.
A partir de esto, se argumenta que Orígenes era de hecho unitario. Otros,[¿quién?] sin embargo, véase Orígenes como la enseñanza de la inefable engendramiento del Hijo y la procesión del Espíritu como la unidad de poder y operación. En este punto de vista, el Hijo y el Espíritu no tienen menos poder que el Padre, en virtud de ser literalmente su poder. Tanto el Niceno y atanasiano Los credos afirman que el Hijo es engendrado de, y el Espíritu procede de, el Padre, de manera igual y coeterna.

### c. 256: Novaciano
Novaciano, presbítero de Roma, escribió el más antiguo tratado cristiano existente que está específicamente dedicado y titulado Sobre la Trinidad. Fue escrito en respuesta a una serie de opiniones consideradas heréticas por Novaciano, y en particular contra Sabelio, que había mantenido que la Trinidad se dividía en tres prosopa, o "caracteres por los que Dios se revela al hombre, siendo la Trinidad una de revelación, no de esencia".

Pues la Escritura tanto anuncia a Cristo como también a Dios, como anuncia a Dios mismo como hombre. Tanto ha descrito a Jesucristo como hombre, como por otra parte también ha descrito a Cristo el Señor como Dios. Porque no lo presenta solamente como Hijo de Dios, sino también como Hijo del hombre; ni dice solamente Hijo del hombre, sino que también ha acostumbrado a hablar de él como Hijo de Dios. De modo que siendo de ambos, es ambos, no sea que si fuera sólo uno, no pudiera ser el otro. Porque así como la misma naturaleza ha prescrito que se crea que es hombre quien es del hombre, así también la misma naturaleza prescribe que se crea que es Dios quien es de Dios.... Que aquellos, por lo tanto, que leen que Jesucristo el hijo del hombre es hombre, lean también que este mismo Jesús es llamado también Dios e Hijo de Dios.
Tratado sobre la Trinidad, 11

Algunos,(quienes?) refiriéndose al capítulo 31 de Sobre la Trinidad, sostienen que cuando Novaciano se refería a Cristo como 'Dios' seguía excluyéndolo de ser 'el único Dios verdadero'.

### 262: Dionisio, obispo de Roma
Según Atanasio de Alejandría, a mediados del siglo III, el obispo de Roma, llamado papa Dionisio escribió una carta a Dionisio de Alejandría criticando las opiniones de Sabelio sobre las relaciones entre el Hijo y el Padre, así como a algunos que intentaron refutar las opiniones de Sabelio. Cita partes de la carta de Dionisio en Sobre los decretos del Concilio de Nicea . En esta carta queda claro que Dionisio utilizó la palabra Trinidad (en griego Trias) para explicar las relaciones entre Padre, Hijo y Espíritu Santo:

Luego, puedo razonablemente dirigirme a aquellos que dividen y cortan en pedazos y destruyen esa doctrina más sagrada de la Iglesia de Dios, la Monarquía Divina, haciéndola como si fueran tres poderes y subsistencias partivas y divinidades. Me han dicho que algunos de entre vosotros, catequistas y maestros de la Palabra Divina, llevan la delantera en este principio, que son diametralmente opuestos, por así decirlo, a las opiniones de Sabelio; porque él dice blasfemamente que el Hijo es el Padre, y el Padre el Hijo, pero ellos en cierto modo predican tres Dioses, como dividiendo la sagrada Unidad en tres subsistencias extrañas entre sí y completamente separadas. Porque debe ser que con el Dios del Universo, la Palabra Divina está unida, y el Espíritu Santo debe reposar y habitar en Dios; así en uno como en una cumbre, quiero decir el Dios del Universo, la Trinidad Divina debe ser reunida y juntada […] Tampoco, entonces, podemos dividir en tres divinidades la maravillosa y divina Unidad […] Más bien, debemos creer en Dios, el Padre Todopoderoso; y en Cristo Jesús, su Hijo; y en el Espíritu Santo; y que el Verbo está unido al Dios del universo. Porque -dice- el Padre y yo somos uno, y yo estoy en el Padre y el Padre en mí. Porque así se conservarán tanto la Divina Trinidad como la santa predicación de la Monarquía.
De decretis Nic. syn. 26

### 265: Gregorio Taumaturgo
Gregorio fue obispo de Neocaesarea en Asia Menor, y escribió una Declaración de fe que trata la Trinidad como vocabulario estándar de teológica:

Hay un solo Dios […] Hay una Trinidad perfecta, en gloria y eternidad y soberanía, ni dividida ni enemistada. Por lo tanto, no hay nada creado o en servidumbre en la Trinidad; ni nada superinducido, como si en algún período anterior no existiera, y en algún período posterior fuera introducido. Y así, ni el Hijo faltó jamás al Padre, ni el Espíritu al Hijo; sino que sin variación y sin cambio, la misma Trinidad permanece siempre.
Declaración de Fe.